# Тенни, Джон
Джон Тенни (англ. Jon Tenney, род. 16 декабря 1961) — американский актёр, наиболее известный благодаря своей роли агента Фрица Ховарда в сериале TNT «Ищейка» (2005—2012).

## Биография
Тенни родился в Принстоне, Нью-Джерси. В 1984 году он окончил со степенью бакалавра в области драмы и философии колледж Вассар. После он обучался актёрскому мастерству в Джульярдской школе драмы в 1986—1990 годах.
Тенни добился первой известности благодаря роли в постановке режиссёра Майка Николса The Real Thing. После этого он перебрался на телевидение, где имел регулярные роли в недолго просуществовавших сериалах «Закон для всех» (1990—1991), «Хорошая компания» (1996), «Южный Бруклин» (1997—1998) и «Будь собой» (1999—2000). На большом экране он появился в фильмах «Тумстоун: Легенда Дикого Запада» (1993), «Лэсси» (1994), «Полицейский из Беверли-Хиллз 3» (1994), «Никсон» (1995), «Фантом» (1996), «Поспешишь — людей насмешишь» (1997), «Музыка из другой комнаты» (1998) и «Можешь рассчитывать на меня» (2000). Также он снялся с Кристин Ченовет в её ситкоме 2001 года «Кристин», который также был закрыт после одного сезона. Тенни фактически снялся в сериалах на каждом из каналов большой четверки, и все они были закрыты после одного сезона.
В 2005—2012 годах, на протяжении семи сезонов, Тенни снимался в роли мужа героини Киры Седжвик в её сериале на канале TNT «Ищейка». Эту же роль он повторил в спин-оффе шоу, под названием «Особо тяжкие преступления», который стартовал в 2012 году, но на нерегулярной основе. В дополнение к этому у него были второстепенные роли в сериалах «Женская бригада», «Братья и сёстры», и «Новости». В 2013 году Тенни также сыграл главную роль в сериале TNT «Кинг и Максвелл», который также был закрыт после одного сезона. Вскоре после этого он присоединился к сериалу Шонды Раймс «Скандал» во второстепенной роли любовника для персонажа Беллами Янг.
С 1994 по 2003 год Тенни был женат на актрисе Тери Хэтчер, у них есть дочь Эмерсон Роуз Тенни, родившаяся в 1997 году.